# Ragnar Fänge
Sture Ragnar Fänge, född 27 mars 1920 i Lund, död 27 april 1999 i Annedals församling, Göteborg, var en svensk biolog. Han var son till Brynolf Fänge och far till Jens Fänge.
Fänge avlade studentexamen 1939 och ägnade sig därefter åt medicinstudier, till och med en medicine kandidatexamen vid Lunds universitet. År 1953 blev han först i Sverige med att disputera för filosofie doktorsgrad i zoofysiologi. Doktorsavhandlingen The Mechanisms of Gas Transport in the Euphysoclist Swimbladder blev början till ett långt forskningsintresse för simblåsans fysiologi.
Fänge var professor i zoofysiologi vid Oslo universitet från 1959 och vid biologisk-geovetenskapliga på Göteborgs universitet 1962–1985. Han blev ledamot av Kungliga Vetenskaps- och Vitterhetssamhället i Göteborg 1966 och utnämndes till dess ordförande 1990. Fänge blev ledamot av Vetenskapsakademien 1983. Han blev riddare av Nordstjärneorden 1966. Fänge vilar på Vikens gamla kyrkogård.